# Långsjön (Hanebo socken, Hälsingland, 677331-153619)
Långsjön är en sjö i Bollnäs kommun i Hälsingland och ingår i Testeboåns huvudavrinningsområde. Sjön har en area på 0,196 kvadratkilometer och ligger 289,5 meter över havet. Sjön avvattnas av vattendraget Moån.

## Delavrinningsområde
Långsjön ingår i det delavrinningsområde (677298-153609) som SMHI kallar för Inloppet i Mosjön. Medelhöjden är 297 meter över havet och ytan är 3,62 kvadratkilometer. Det finns inga avrinningsområden uppströms utan avrinningsområdet är högsta punkten. Moån som avvattnar avrinningsområdet har biflödesordning 2, vilket innebär att vattnet flödar genom totalt 2 vattendrag innan det når havet efter 75 kilometer. Avrinningsområdet består mestadels av skog (67 procent) och sankmarker (12 procent). Avrinningsområdet har 0,27 kvadratkilometer vattenytor vilket ger det en sjöprocent på 7,5 procent.